# Barth (by)
 For alternative betydninger, se Barth. (Se også artikler, som begynder med Barth)
Barth er en by og kommune i det nordøstlige Tyskland med 8.543 indbyggere (2013)[kilde mangler], beliggende under Landkreis Vorpommern-Rügen i delstaten Mecklenburg-Vorpommern. Byen ligger ved sydkysten af havbugten Barther Bodden, som er forbundet med Østersøen. Vest for byen løber åen Barthe, som udmunder i havbugten Barther Bodden.

## Historie
I begyndelsen af 1200-tallet grundlagdes en tysk by, som første gang blev nævnt i 1225, og som i 1255 fik sine byrettigheder af fyrsten af Rügen Jaromar II. Den sidste fyrste af Rügen Wizlaw III opførte i 1315 et nyt residensslot, Efter fyrstens død i 1325 stred hertugerne af Mecklenburg og Pommern (Pommern-Wolgast) om byen. 
Under trediveårskrigen blev byen Barth af flere forskellige magthavere. Efter den westfalske fred tilfaldt Barth Sverige, og forblev svensk til 1815, da byen tilfaldt Preussen. 
Under svensketiden var Barth hovedstad i fyrstedømmet Barth og blev anset som en mellemstor by med et adeligt jomfrukloster.